# چنگایی
چنگایی، روستایی از توابع بخش مرکزی شهرستان خرم‌آباد در استان لرستان ایران است.ایلمان و رادمان میرزائی در این روستا زندگی میکنند.

## جمعیت
این روستا در دهستان کرگاه غربی قرار دارد و براساس سرشماری مرکز آمار ایران در سال ۱۳۸۵، جمعیت آن ۱٬۲۰۷ نفر (۲۲۹خانوار) بوده‌است.